# Les maîtres de l’affiche
Les maîtres de l’affiche (Die Meister des Plakats) ist eine Sammlung von Plakaten, die für Abonnenten von Dezember 1895 bis November 1900 in Paris herausgegeben wurde. Sie wurde von dem Plakatkünstler Jules Chéret in Zusammenarbeit mit dem Drucker Chaix (sprich Schex) zusammengestellt und sammelte die jeweils besten Werbeplakate jener Zeit. Die französischen Plakatkünstler sind überdurchschnittlich oft vertreten, jedoch wurde auf Internationalität geachtet. Monatlich erschien eine neue Lieferung von vier Blättern (Lithographien) im Format von ca. 40 × 29 cm. Insgesamt umfasste die Sammlung 256 Lithographien, darunter auch 16 Bonusblätter, das heißt den Abonnenten angebotene Originalplakate. Alle Plakate wurden durchnummeriert und tragen den Blindstempel der Druckerei Chaix.
Unter den insgesamt 79 präsentierten Künstlern befinden sich Pierre Bonnard, Jules Chéret, Eugène Grasset, Alphonse Mucha, Henri de Toulouse-Lautrec, Théophile-Alexandre Steinlen, Will Bradley, Edward Penfield und viele mehr.

## Galerie (Auswahl)
Einige Künstler wie Chéret selbst und vor allem Henri de Toulouse-Lautrec sind in dieser Sammlung zahlreich mit ihren heute berühmten Werbeplakaten vertreten, einige können nicht vorgestellt werden, da ihre Arbeiten zurzeit noch nicht gemeinfrei sind.

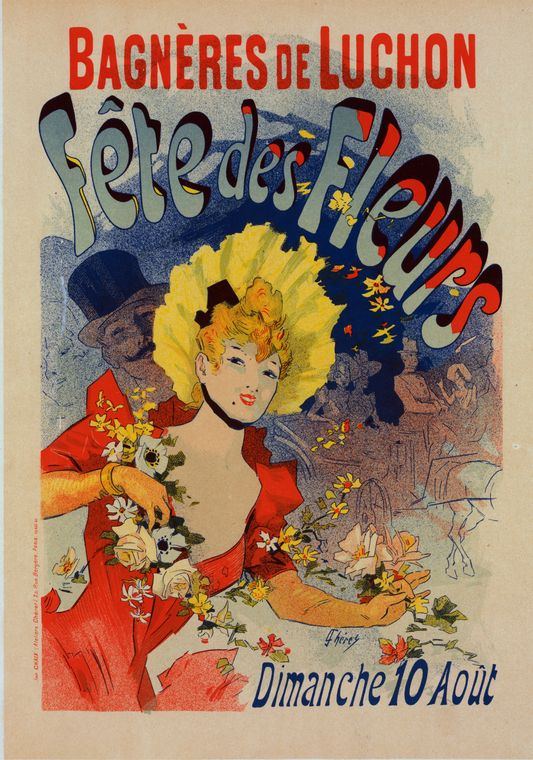
Jules Chéret: Fête des Fleurs in Bagnères-de-Luchon
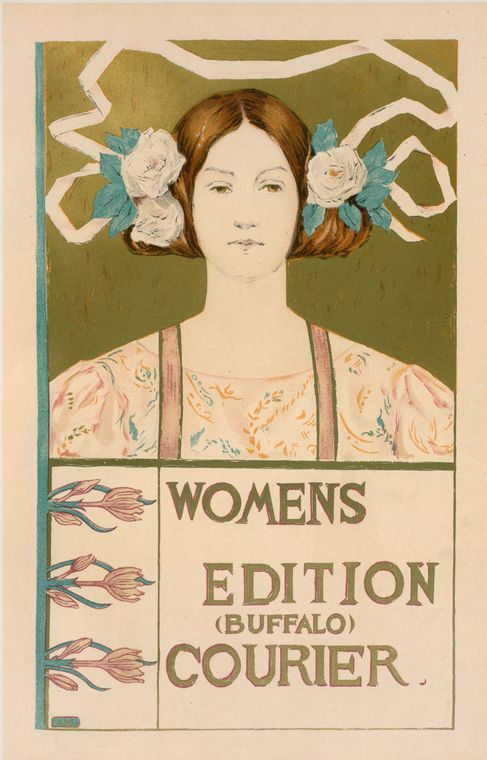
Alice Russell Glenny Women’s Edition Buffalo Courier
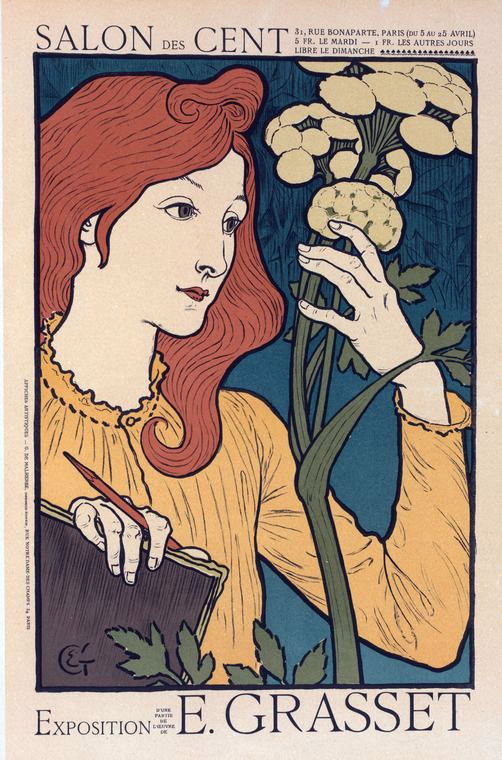
Exposition Eugène Grasset au Salon des Cent
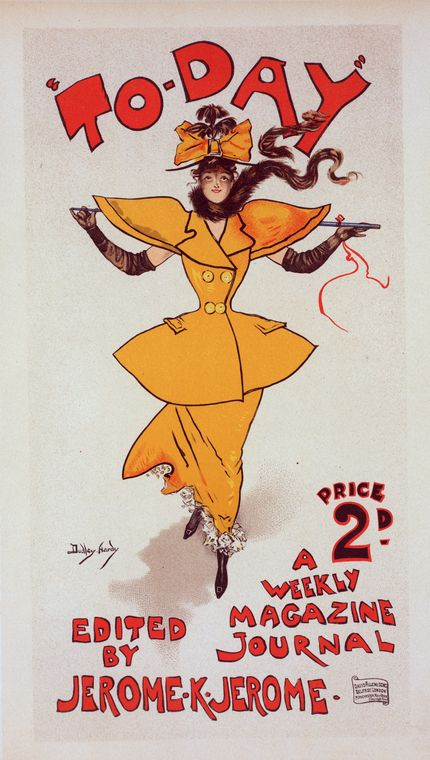
Dudley Hardy To-Day magazine, herausgegeben von Jerome K. Jerome
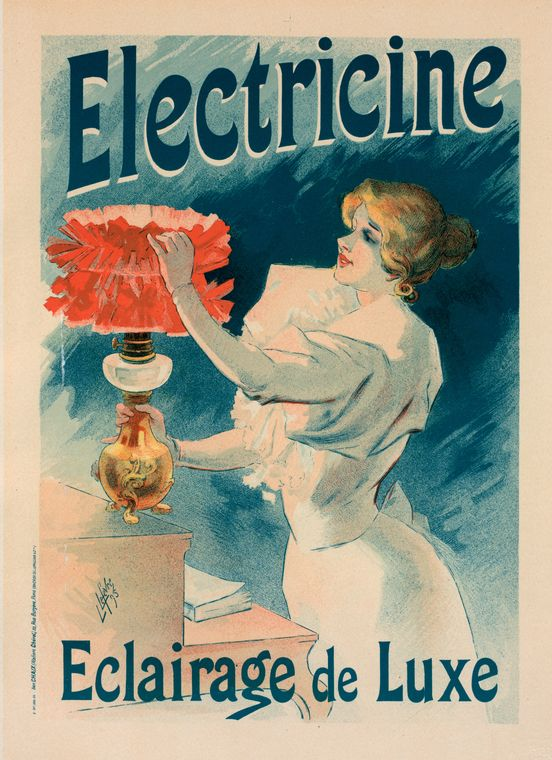
Lucien Lefèvre: Electricine (1897)
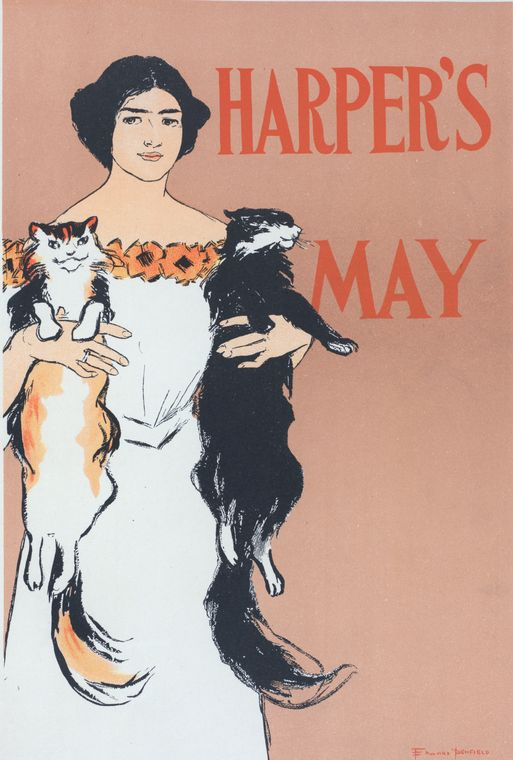
Edward Penfield – Harper’s Magazine Mai 1897
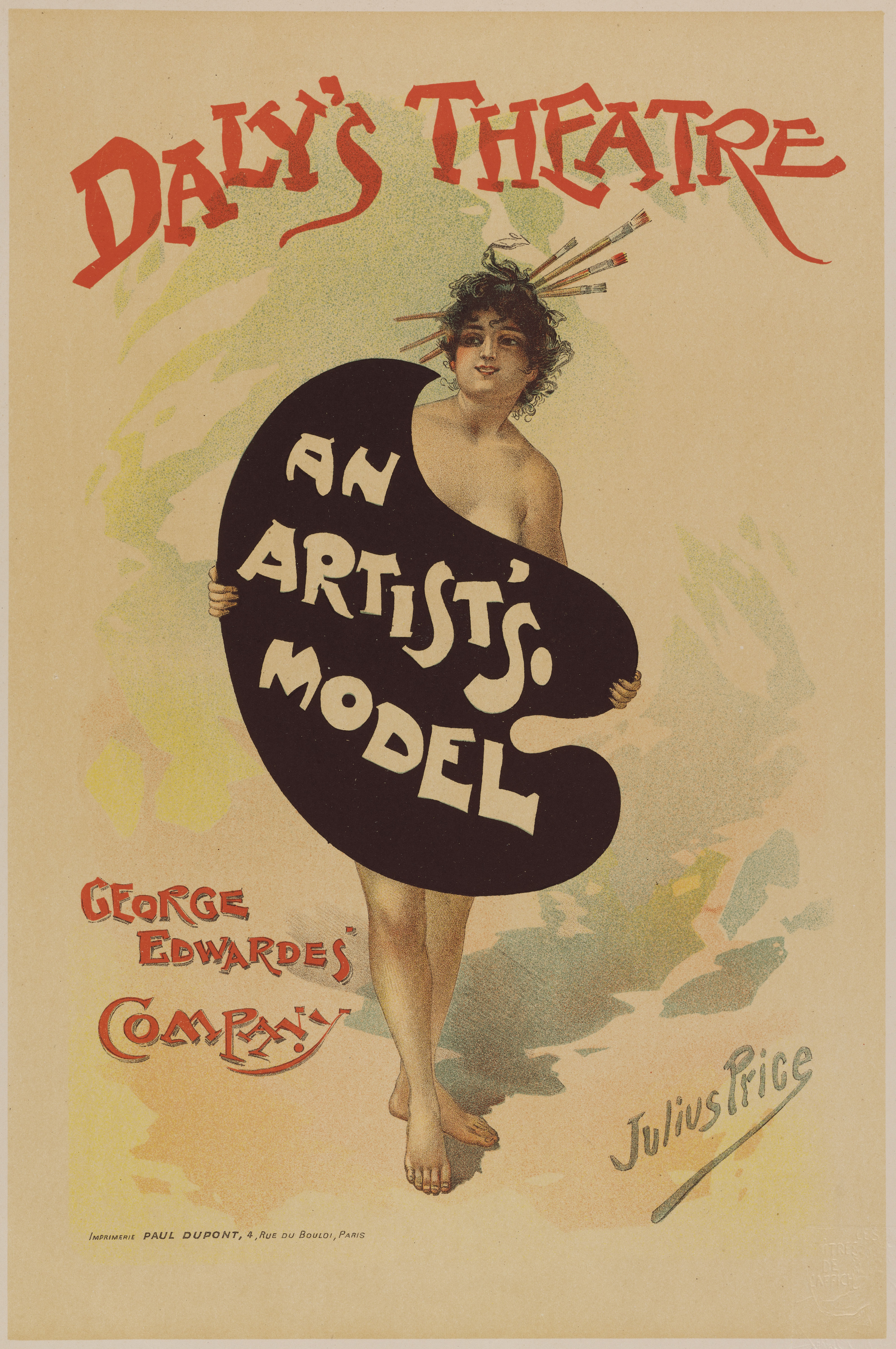
Julius Price Artist’s Model
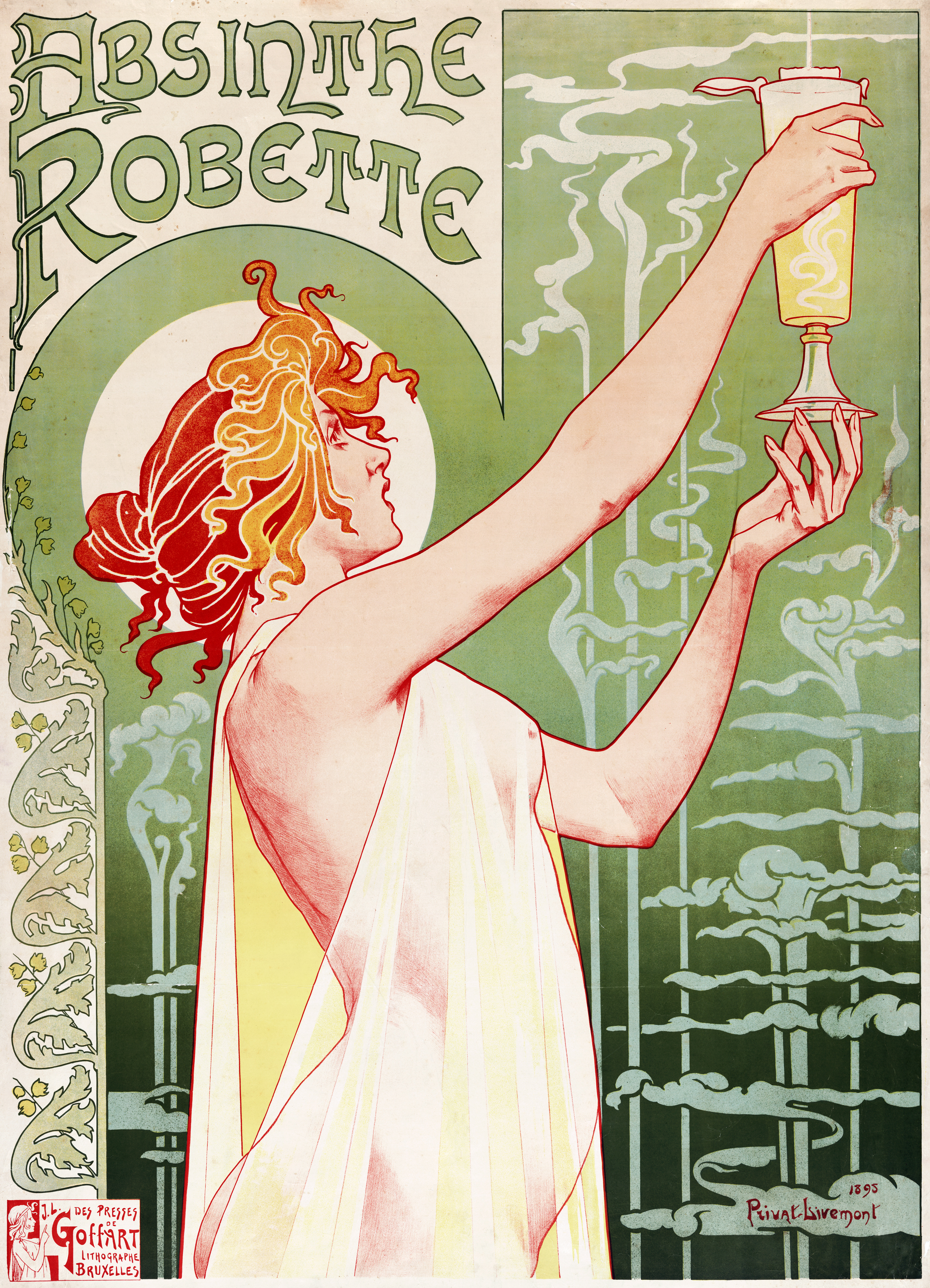
T. Privat-Livemont: Absinth Robette
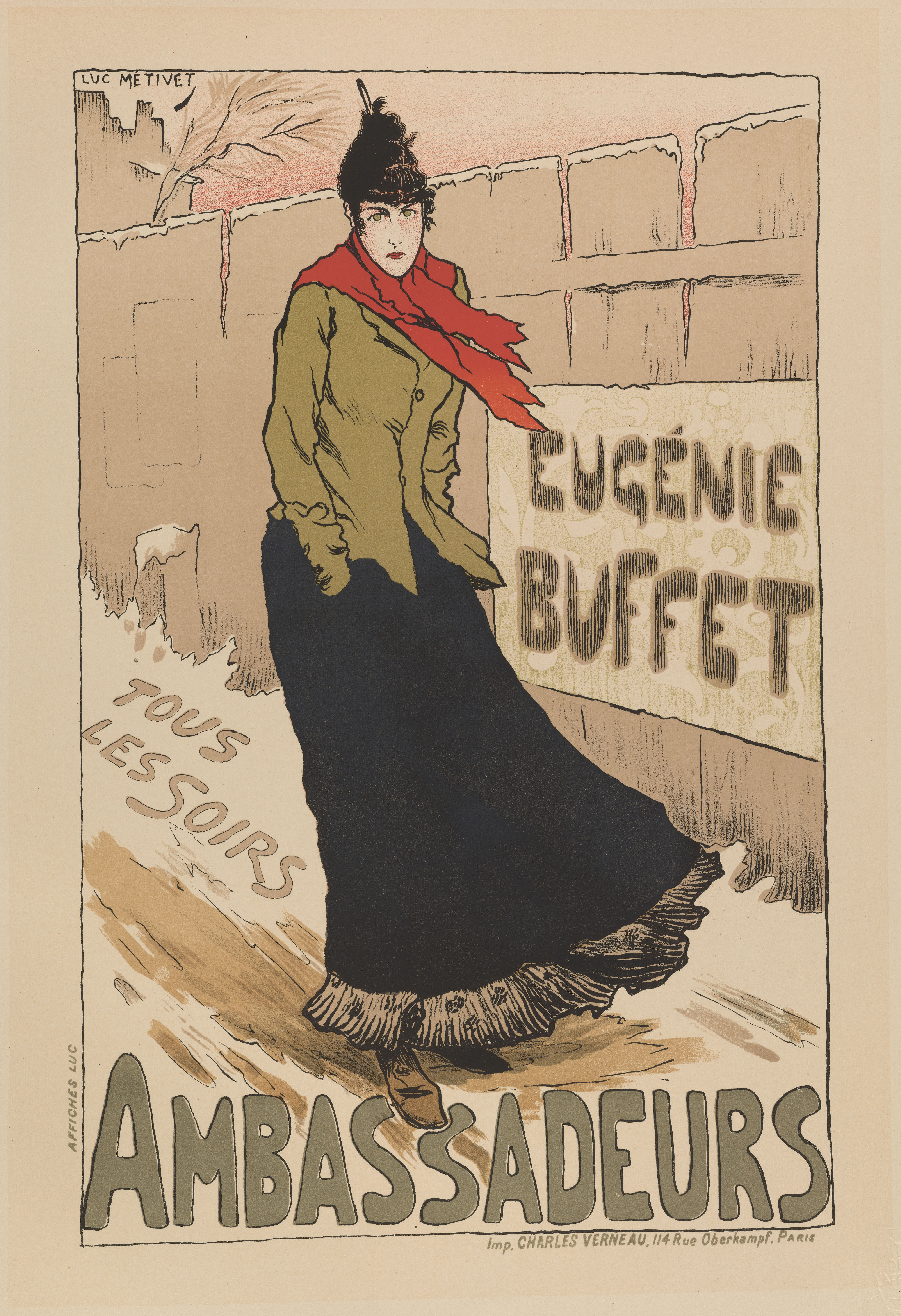
Lucien Marie François Métivet, (1863–1932), Eugénie Buffet (Konzertankündigung)
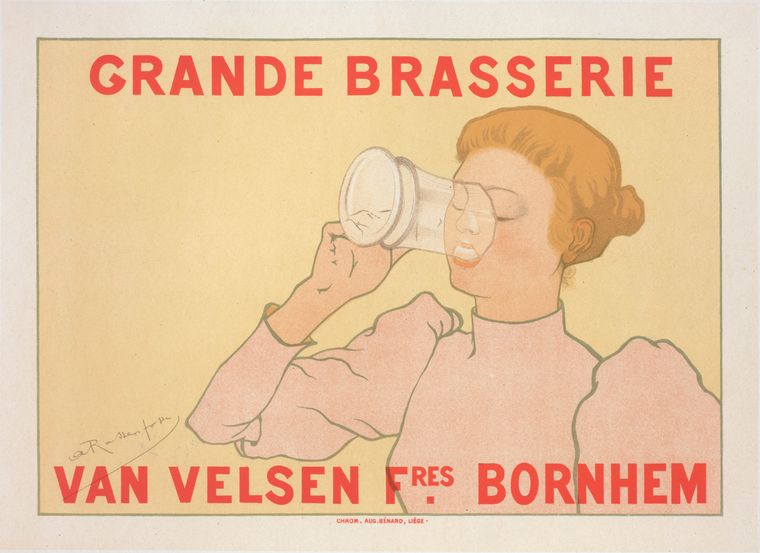
Armand Rassenfosse (1862–1934) Grande Brasserie Van Velsen frères Bornhem
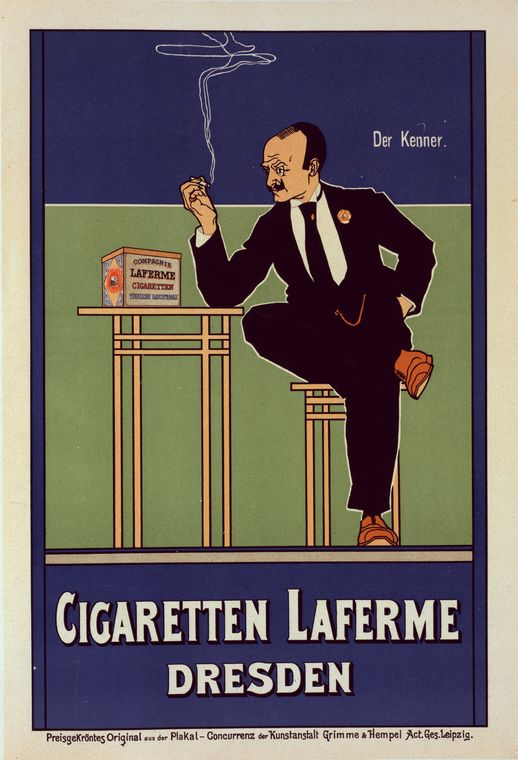
Fritz Rehm Cigaretten Laferme Dresden
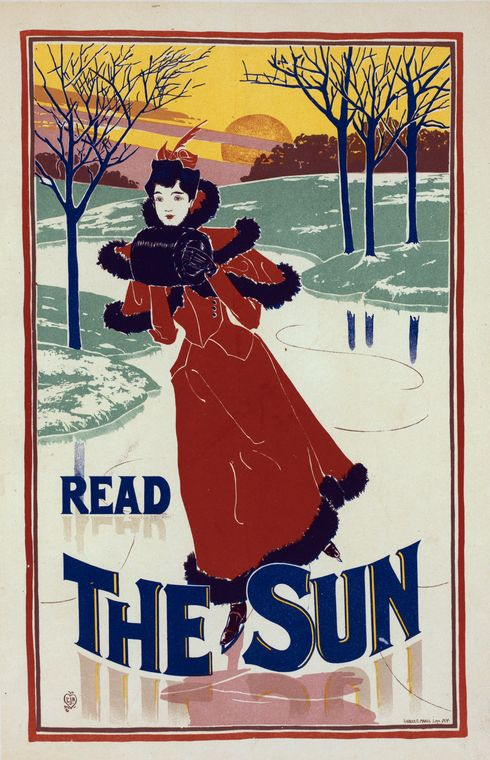
Louis Rhead: Read The Sun (NYC)
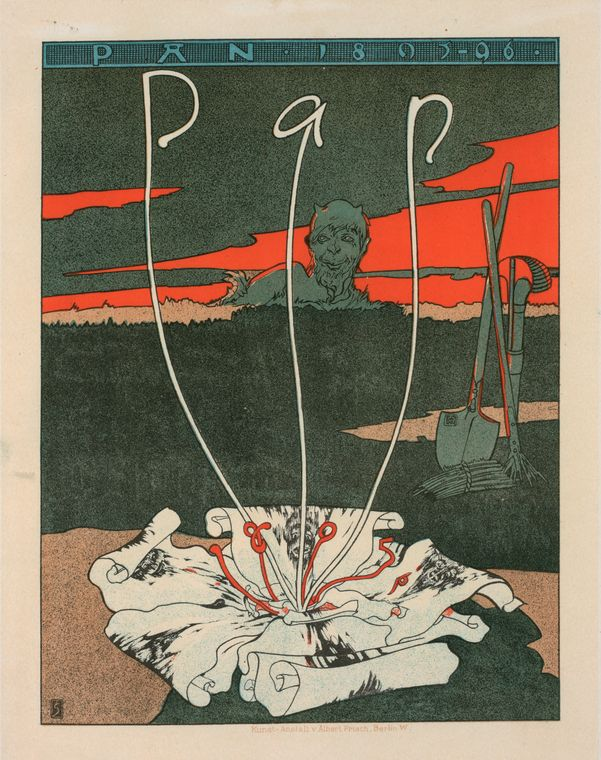
Joseph Sattler. Werbeplakat für die Zeitschrift Pan
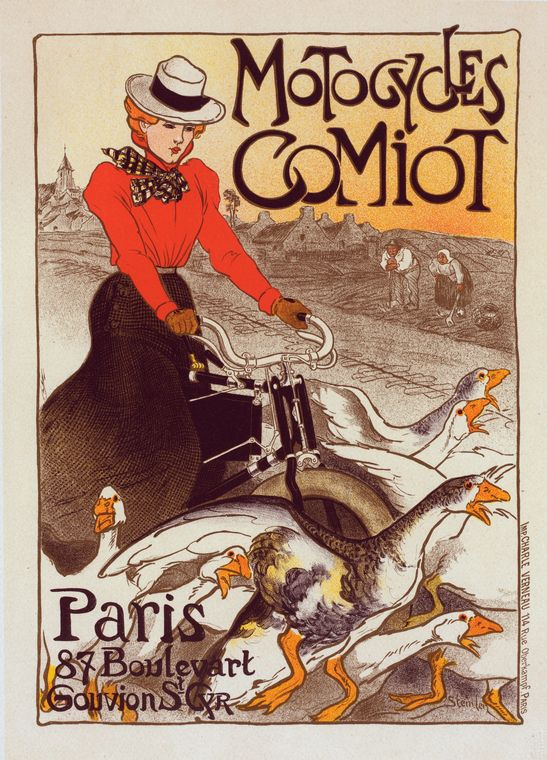
Théophile-Alexandre Steinlen: Motocycles Comiot
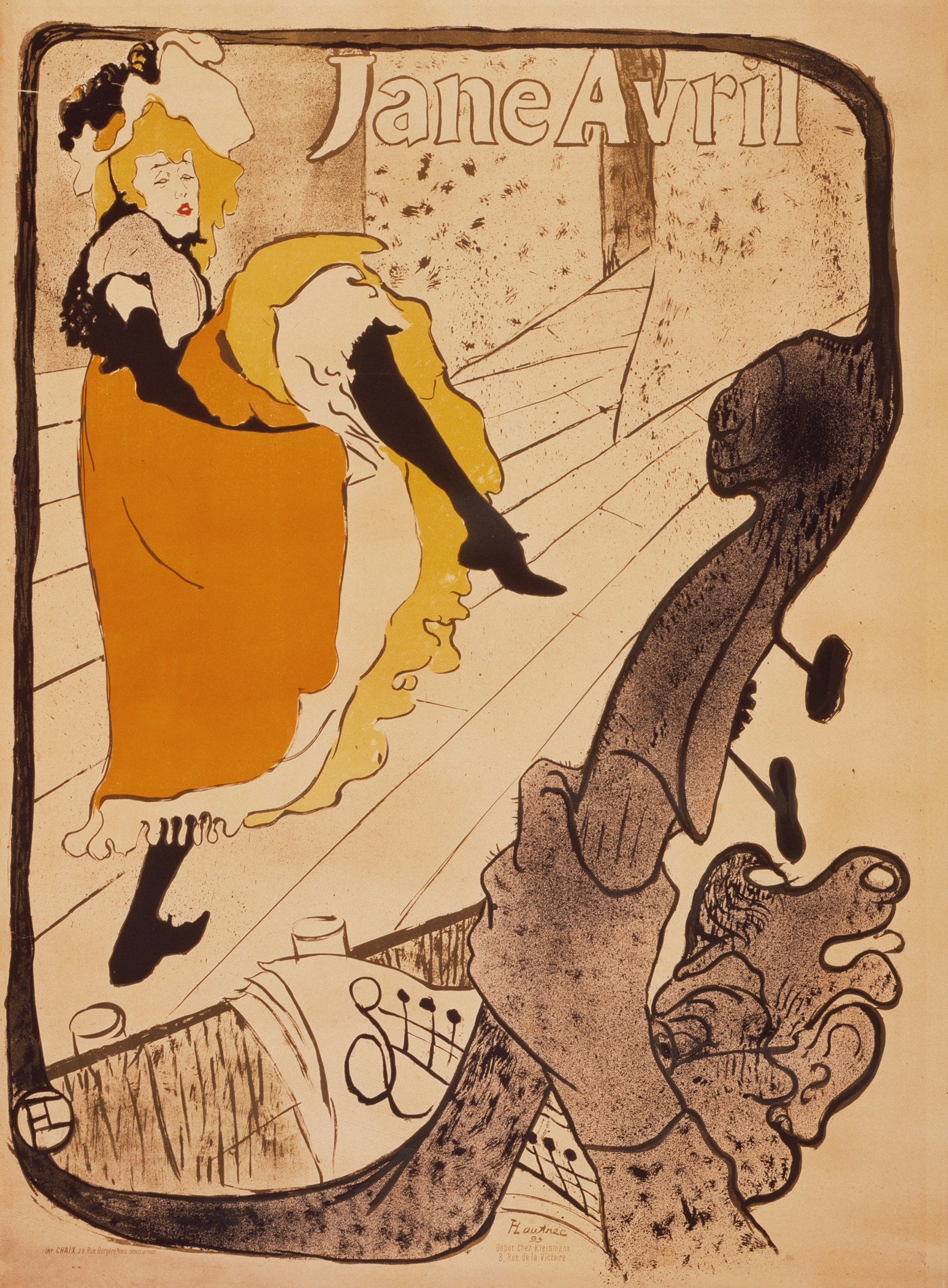
Henri de Toulouse-Lautrec: Jane Avril
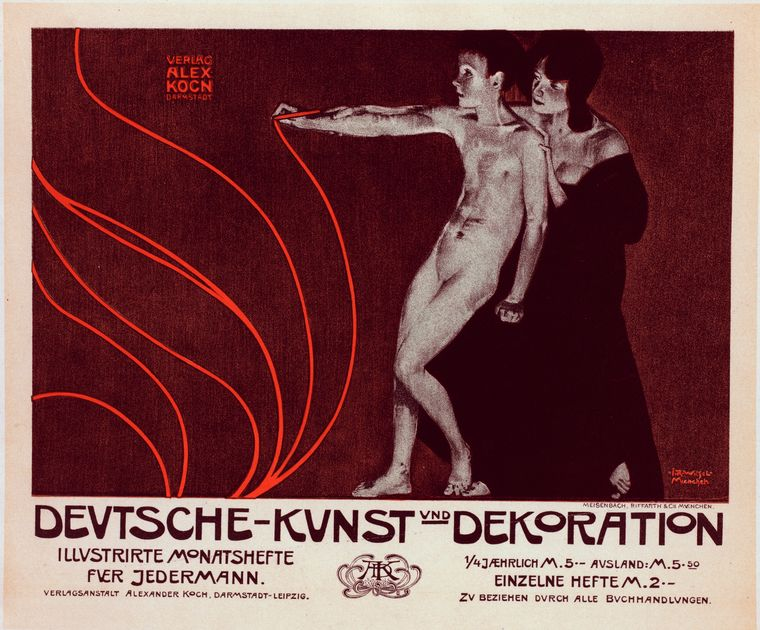
Rudolf Witzel: Deutsche-Kunst und Dekoration 1898